# Café au lait

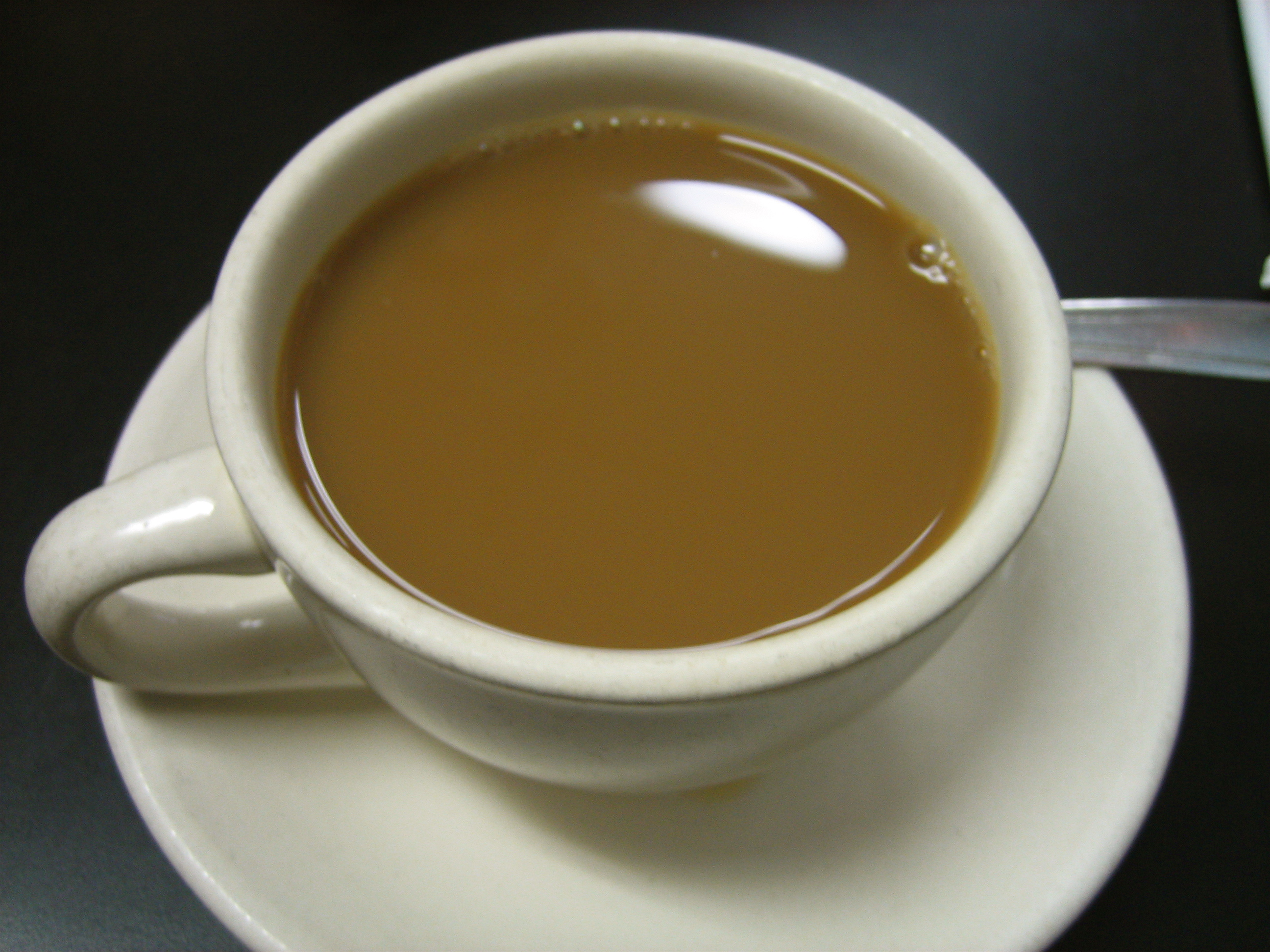
Café au lait

Café au lait (z fr. „kawa z mlekiem”) – francuska nazwa napoju na bazie kawy.
W Europie „café au lait” wywodzi się z tej samej kontynentalnej tradycji, co „caffè latte” we Włoszech, „café con leche” w Hiszpanii, „kawa biała” w Polsce, „Milchkaffee” w Niemczech, „koffie verkeerd” („kawa na opak”) w Holandii czy „café com leite” w Portugalii, po prostu „kawa z mlekiem”. W północnej części Europy, café au lait jest najczęściej używaną nazwą w kawiarniach. W domu napój ten przyrządza się z kawy dolewając gorącego lub zimnego mleka; w kawiarniach, od czasu wynalezienia ekspresu do kawy w latach czterdziestych, z espresso i mleka zagotowanego na parze.

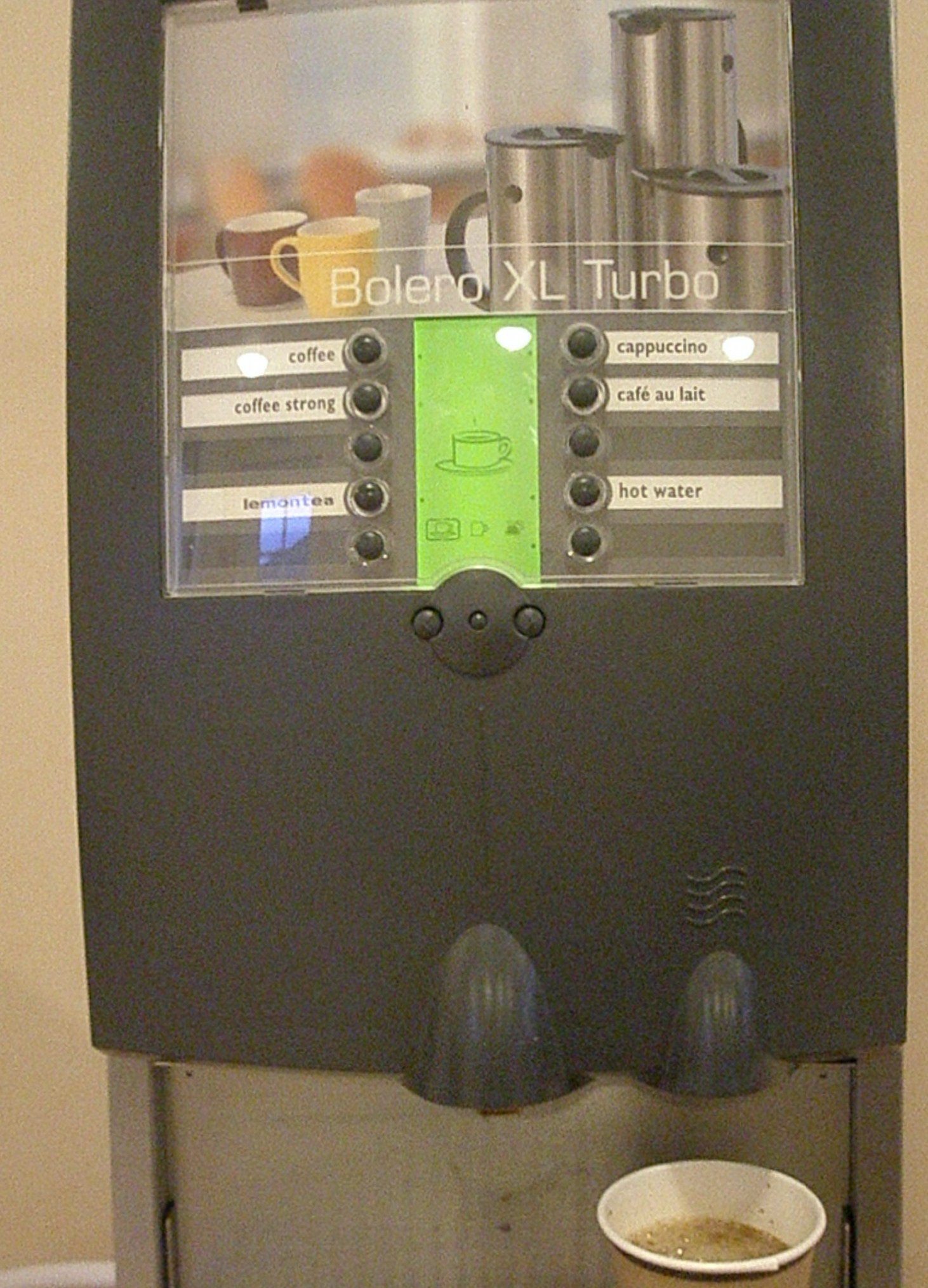
Automat do kawy serwujący m.in. café au lait

W Stanach Zjednoczonych, caffè latte i café au lait serwowane są jako dwa zupełnie różne napoje kawowe. Inaczej jest w Europie, gdzie te dwa określenia używane są raczej jako wskazanie z jakiego rodzaju lokalem ma klient do czynienia i na jaki sposób kawa jest podana – na „francuski” (w białej, porcelanowej filiżance lub kubku; na bazie czarnej kawy lub espresso) czy „włoski” (w białej, porcelanowej filiżance, zawsze na bazie espresso).
Określenie misto (lit. „zmieszane”) również używane jest do określenia café au lait, głównie przez sieć Starbucks.

## Kawa w stylu nowoorleańskim
Café au lait w Nowym Orleanie została po części spopularyzowana przez sieć kawiarni Café du Monde. Serwuje się ją tam z mlekiem i odrobiną cykorii, co nadaje jej mocny i gorzki smak. Włączenie palonego korzenia cykorii jako dodatku do kawy stało się tak powszechne w kolonialnej Luizjanie, że zostało w końcu uznane za lokalny wariant tego napoju.